# Scopula obluridata
Scopula obluridata är en fjärilsart som beskrevs av George Duryea Hulst 1887. Scopula obluridata ingår i släktet Scopula och familjen mätare. Inga underarter finns listade.